# Yaso
Pour les articles ayant des titres homophones, voir Iaso et Yasso.
Yaso est un woreda de la zone Kamashi de la région Benishangul-Gumuz, à l'ouest de l'Éthiopie. Le woreda a 12 747 habitants en 2007.

## Situation
Le woreda Yaso est bordé au nord par le Nil Bleu, la zone Metekel et la région Amhara ; à l'est par la région Oromia ; au sud par la rivière Hanger et à l'ouest par la rivière Didessa.
Son chef-lieu est sa seule localité urbaine et s'appelle Yaso comme le woreda, ou peut-être Daleti[à vérifier].
En 2017, les woredas limitrophes de Yaso sont Wenbera, Bulen et Dibate dans la zone Metekel ; Guangua et Wemberma dans les zones Agew Awi et Mirab Godjam de la région Amhara ; Kiremu, Gida Ayana, Ibantu et Haro Limmu dans la zone Misraq Welega de la région Oromia ; Belo Jegonfoy, Kamashi et Agalo Mite dans la zone Kamashi.
À la suite d'une extension récente [Quand ?] au détriment de la région Oromia[à vérifier], l'extrémité nord-est du woreda Yaso est desservie par la route Nekemte-Bure-Bahir Dar et a pour nouveaux voisins Bure dans la zone Mirab Godjam de la région Amhara et Amuru dans la zone Horo Guduru Welega de la région Oromia.

## Histoire
Le territoire du woreda faisait partie avant 1995 de l'awraja Horo Guduru dans l'ancienne province de Welega.

## Population
Le woreda a 12 747 habitants au recensement de 2007 et 89 % de la population est rurale, la seule localité urbaine est le chef-lieu avec 1 417 habitants.
Presque la moitié des habitants (45 %) sont protestants, 31 % sont orthodoxes et 22 % pratiquent les croyances traditionnelles.
Avec 2 789 km2 de superficie[réf. souhaitée], le woreda a en 2007 une densité de population de moins de 5 personnes par km2 ce qui est inférieur à la moyenne de la zone.
En 2020, sa population est estimée par projection des taux de 2007 à 17 846 personnes.